# Nacionalni park Salonga
Nacionalni park Salonga je nacionalni park u DR Kongo, smješten u nizinskom području rijeke Kongo. On je najveće zaštićeno područje tropske kišne šume u Africi, veličine od 36,000 km² od kojihe je 17.045,80 km² strogo zaštićeno.
Nacionalni park Salonga osnovan je 1970. godine, a 1996. godine upisan je na UNESCO-ov popis mjesta svjetske baštine u Africi kao jedno od posljednjih utočišta mnogih endemskih životinjskih vrsta kao što su: Bijeli nosorog, Bonobo čimpanza, Kongoanski paun i Oklopljeni krokodil. 
No, zbog pada populacije Bijelih nosoroga (1984.) i raspada uprave (1999.), što su prouzrokovali oružanih sukobi koji su od 1990-ih poharali ovo područje, park je upisan na popis ugroženih mjesta svjetske baštine 1997. godine. Ipak su kongoanske vlasti uspjele poboljšati stanje na području Parka te je UNESCO, na svojem 44. zasjedanju 2021. godine, odlučio skinuti Nacionalni park Salongu s popisa ugroženih mjesta svjetske baštine.

## Vanjske poveznice
- CENADEP (Centre National d’Appui au Développement et à la Participation populaire)  Arhivirana inačica izvorne stranice od 30. kolovoza 2005. (Wayback Machine) Udruga za zaštitu okoliša DR Kongo (fr.) Posjećeno 30. ožujka 2011.
- INCEF - Conservation and Health in Salonga  Arhivirana inačica izvorne stranice od 26. srpnja 2011. (Wayback Machine) (engl.) Posjećeno 30. ožujka 2011.
- Wildlife Conservation Society  Arhivirana inačica izvorne stranice od 5. siječnja 2006. (Wayback Machine) (engl.) Posjećeno 30. ožujka 2011.